# Рясне (Брянська область)
Рясне (рос. Рясное) — присілок в Вигоницькому районі Брянської області Російської Федерації.
Населення становить 10 осіб. Входить до складу муніципального утворення Сосновське сільське поселення.

## Історія
Від 2005 року входить до складу муніципального утворення Сосновське сільське поселення.

## Населення
| 2010 | 2013 |
| ---- | ---- |
| 8    | ↗10  |